# Cryncus mombo
Cryncus mombo är en insektsart som beskrevs av Otte, D. 1985. Cryncus mombo ingår i släktet Cryncus och familjen syrsor. Inga underarter finns listade i Catalogue of Life.